# Domarad
Domarad, Domorad, Domared(?) – staropolskie imię męskie złożone z członów Doma- ("dom"; psł. *domъ oznacza "pomieszczenie, gdzie człowiek żyje ze swoją rodziną"; "wszystko, co jest w domu, rodzina, mienie, majątek", "ród, pokolenie", "strony rodzinne, kraj ojczysty") i -rad ("radzić" "być zadowolonym, chętnym, cieszyć się"). Mogło oznaczać "ten, który cieszy się swoim domem". We wczesnym średniowieczu synonim Majordoma, zarządcy dworu książęcego.
Istnieje czeski, serbsko-chorwacki i pomorski odpowiednik tego imienia.
Formy zdrobniałe to m.in.: Domach, Domasz, Domast.
Domarad imieniny obchodzi 16 sierpnia.